# Open Fire
Open Fire és el primer àlbum en directe publicat per la banda nord-americana de rock dur/heavy metal Y&T, publicat el 1985 per A&M Records i produït per Scott Boorey i la banda.
El material en viu de l'àlbum es va gravar a diversos llocs del Gran Londres a principis de 1985 i durant els dies 5 i 6 d'abril de 1985 al club Keystone de Palo Alto (Califòrnia), Califòrnia. Les cançons de Keystone - "Go For the Throat" i "Open Fire" - van ser enregistrades per Guy Charbonneau a Le Mobile, un estudi de gravació mòbil. Tots els temes en directe van ser remesclats a A&M Studios.
La cançó "Summertime Girls" és un enregistrament d'estudi, produït i dissenyat per separat per Kevin Beamish als estudis Sound City de Van Nuys.
Era un dels àlbums de Y&T més difícils de trobar en CD, fins que Hip-O Records (companyia subsidiària del segell Universal especialitzada en reedicions) el reedità el 2005 amb dues pistes extra també en directe: "Black Tiger" i "Summertime Girls". De fet, aquesta gravació de "Summertime Girls" havia estat la cara B del single quan la mateixa cançó fou publicada per primer cop.

## Llista de cançons
1. "Open Fire"
2. "Go For the Throat"
3. "25 Hours a Day"
4. "Rescue Me"
5. "Summertime Girls" (versió en estudi)
6. "Forever"
7. "Barroom Boogie"
8. "I Believe in You"
9. "Go For the Throat" (studio version)